# Zaborowo (powiat ełcki)
Zaborowo (niem. Saborowen, 1938–1945 Reichenwalde (Ostpreußen)) – wieś w Polsce położona w województwie warmińsko-mazurskim, w powiecie ełckim, w gminie Kalinowo.
W latach 1975–1998 miejscowość należała administracyjnie do województwa suwalskiego.